# Web tax
Con web tax (o webtax) si indica la proposta di legge che punta, nell’era dell’economia digitale, alla regolamentazione della tassazione per le multinazionali che operano in Rete, con l’obiettivo di garantire equità fiscale e concorrenza leale.

## In Europa
Se per molti Stati europei la Web tax risulta necessaria, dal momento che non è più accettabile che le grandi società del web (Google, Facebook, Amazon in primis.) facciano business in Europa pagando tasse minime, secondo il parere di altri è impossibile delimitare i confini del digitale con una legge che poggia su confini nazionali. Una Web tax dovrebbe avere un carattere internazionale, poiché potrebbe penalizzare le imprese residenti nei paesi che la applicano, tanto sul mercato tradizionale quanto su quello internazionale.
Piuttosto che su interventi di singoli Stati, si dovrebbe puntare a creare una normativa internazionale, soprattutto per non violare i trattati internazionali, i quali specificano condizioni precise perché si possa individuare la “stabile organizzazione”, premessa necessaria affinché le tasse pagate possano dare diritto a un credito di imposta nel paese di origine dell’impresa digitale. Con l’esclusione di pochi Paesi, la maggior parte degli Stati europei sostengono infatti l’applicazione di una Web tax a livello europeo. Una proposta è stata discussa a Tallinn, in Estonia, il 16 settembre 2017, nella riunione del Consiglio Economia e Finanza (Consiglio Ecofin). La proposta di legge – della quale, però, si attende ancora una formulazione definitiva – prevede l'introduzione a livello comunitario di nuove linee guida in ambito fiscale che prevedano un'imposta sulle transazioni digitali. La Web tax si applicherebbe ai fatturati e non più ai loro utili, inoltre, secondo la proposta del Parlamento europeo, dovrebbero essere tassati anche i dati degli utenti raccolti dalle web society.
Tra i paesi firmatari figurano Italia, Francia, Spagna, Germania, Austria, Bulgaria, Grecia, Portogallo, Slovenia e Romania.  Proprio l’Estonia, il paese europeo che ospitava il Consiglio Ecofin, si è dichiarata contraria a tale proposta, poiché considerata un espediente efficace solo sul breve periodo, facendosi promotrice di un progetto a più lungo termine, con una Web tax basata sui contratti stipulati dalle aziende digitali in un determinato paese. Italia, Francia, Germania e Spagna sono tra i paesi che più insistono sulla necessità di introdurre un web tax. Accanto a loro, gli altri Stati membri a sostegno dell’iniziativa, con le sole eccezioni di Irlanda e Lussemburgo, che non appoggiavano la proposta di modificare la tassazione per le imprese digitali. I Paesi oppositori sostenevano che la tassa avrebbe rappresentato un ostacolo alla loro economia, argomentando che la disposizione di una digital services tax aggressiva nei confronti delle Multinazionali, avrebbe inoltre intaccato la competitività di mercato. Il governo del Lussemburgo si era dimostrato particolarmente contrario alla disposizione di un sistema fiscale unico concentrato principalmente sulla tassazione dei servizi digitali. Di recente, però, il Ministro delle Finanze lussemburghese ha presentato al Parlamento un disegno di legge che promuove il recepimento della Direttiva UE 2021/414 che modifica la Direttiva 2011/16/UE riguardante la cooperazione amministrativa nel settore fiscale. Quest'ultima proposta stabilise un obbligo di rendicontazione per le piattaforme digitali ubicate all'interno o all'esterno dell'Unione Europea e uno scambio automatico di informazioni tra le amministrazioni fiscali degli Stati membri sui ricavi generati dai venditori su tali piattaforme a partire dl 1º gennaio 2023.
Il commissario europeo agli Affari Economici e Monetari, Pierre Moscovici, ha affermato, durante una conferenza organizzata a Bruxelles dalla lobby DigitalEurope, che “la tassazione digitale non è più una questione di se”; “Le aziende del digitale sono tassate al 9%, quelle tradizionali al 23%. Non è accettabile” […] L’approccio dell’Ue non è protezionistico e non mira a difendere i puri interessi dell’Europa. Si tratta invece di creare un level playing field”. “Il commissario francese ha ribadito, riporta il sito Euractiv, che esiste una ‘profonda spaccatura tra dove i profitti digitali vengono generati e dove vengono tassati – se vengono tassati’. Moscovici ha continuato dicendo che le entrate dei giganti della tecnologia sono in costante e veloce crescita e che le leggi fiscali non sono adeguate. La crescita media annua dei ricavi per ‘le migliori aziende digitali’ si è attestata intorno al 14% dal 2011 a oggi, a fronte di un tasso di crescita dello 0,2% per le altre multinazionali e del 3% per le aziende dei settori It e delle telecomunicazione.

### In Italia
La web tax è il tentativo di far pagare le imposte indirette alle Over-the-top che operano e fanno profitti in diversi Paesi del mondo ma non utilizzano la partita IVA del Paese in cui erogano i servizi o commercializzano prodotti. In questo modo si porrebbe fine ad un’elusione fiscale su scala globale di decine di miliardi di euro.
La ratio – si legge nella relazione alla proposta di legge presentata da Francesco Boccia nel 2013 - è quella di contrastare l'elusione fiscale tipica delle transazioni online, intese come commercio elettronico diretto o indiretto che sfuggono al regime di tassazione dei Paesi dove vengono fruiti i beni o i servizi venduti e sui quali si producono ricavi. L'esigenza è quella di non consentire che società estere non paghino le tasse nei Paesi dove operano, ma in quelli dove hanno la sede legale che, molto spesso, hanno un'imposizione fiscale molto più bassa di quella dei Paesi membri dell'Unione europea. La proposta, assorbita da un emendamento alla Legge di Stabilità 2014, è stata approvata all’unanimità in commissione Bilancio e pubblicata in Gazzetta Ufficiale il 27 dicembre 2013 (comma 33 della legge n.147 del 27 dicembre 2013).
La norma, che sarebbe dovuta entrare in vigore dal 1º gennaio 2014, è stata prima rinviata al 1º luglio 2014 nel decreto "Salva Roma bis" e poi cancellata definitivamente dall’allora segretario del Partito Democratico, Matteo Renzi, come primo atto da neo Premier, nel decreto "Salva Roma ter" (decreto legge 6 marzo 2014, n.16); la cancellazione della norma venne comunicata con un tweet dello stesso Renzi il 28 febbraio 2014.
In sede di conversione del decreto legge 50/2017 è stato approvato un emendamento, a prima firma Francesco Boccia, che introduce la cosiddetta web tax transitoria.
Le imprese attive sul web con oltre 1 miliardo di fatturato, che effettuano cessioni di beni e prestazioni di servizi nel territorio dello Stato per un ammontare superiore a 50 milioni di euro, per le quali si configura l'ipotesi di "stabile organizzazione", possono stringere accordi preventivi con l'Agenzia delle Entrate ed evitare le inchieste della magistratura. È prevista una sorta di compliance rafforzata per evitare di infrangere la legge e di pagare sanzioni. Gli incassi della web tax, secondo quanto previsto dall’emendamento, saranno destinati al Fondo per la non autosufficienza al Fondo per le politiche sociali "per un ammontare non inferiore a 100 milioni di euro annui" e per la restante parte al Fondo per la riduzione della pressione fiscale nato con la legge di stabilità del 2014. L’emendamento Boccia è stato sottoscritto da PD, Ap, FdI, Sinistra Italiana, Mdp, FI, Cor, Possibile. Astenuti la Lega, il Movimento 5 Stelle e Scelta Civica.
La commissione di bilancio dopo aver esaminato il precedente disegno di legge, ne propone una sorta di rielaborazione, divenuta poi legge il 23 dicembre 2017. L'emendamento in questione è composto principalmente di tre sezioni: la prima invita chi acquista delle prestazioni digitali a segnalarlo all'Agenzia delle entrate; la seconda tenta una sorta di revisione al concetto di stabile organizzazione; ed infine con la terza viene introdotta un'imposta sulle attività digitali dematerializzate. La legge di bilancio del 2018 prevede l'introduzione di un'imposta sulle transazioni digitali riferite a prestazioni di servizi effettuate mediante mezzi elettronici, con l'intento di tassare le multinazionali che pur operando nel territorio non pagano le tasse. Per quanto riguarda l'ambito di applicazione soggettiva viene disposto che questa imposta si applichi "nei confronti del soggetto prestatore residente o non residente che effettua prestazioni di servizi tramite mezzi elettronici, e solo se il soggetto ha effettuato nel corso di un anno solare un numero di transazioni digitali superiore alle 3.000 unità". L'imposta è in questa sede quella proposta dalla Commissione europea, con un'aliquota del 3% applicata al corrispettivo che si ottiene dalla transazione digitale.
Nel 2019, non essendo stato raggiunto l'obiettivo di contrastare l'evasione fiscale delle transazioni online, l'Italia interviene nuovamente in materia proponendo un'imposta sui servizi digitali. Qui i soggetti passivi individuati sono le persone fisiche e giuridiche che forniscono determinati servizi digitali, e vengono considerati idonei quando possiedono determinati requisiti dimensionali, tra cui: l’ammontare di ricavi complessivi superiore a 750 milioni di euro e l’ammontare di ricavi derivanti dalla vendita di servizi digitali che sia superiore a 5 500 000 euro.
La legge di bilancio del 2020 modifica la disciplina precedente apportando nuove procedure in ambito applicativo e fornendo gli opportuni chiarimenti circa i servizi che sono esclusi dall'imposta. Questa web tax è entrata immediatamente in vigore a partire dal 1º gennaio 2020, ma è ritenuta "provvisoria", in quanto sarà abolita nel momento in cui entreranno in vigore accordi a livello internazionale, che quindi la sostituiranno. I soggetti destinatari in questo caso sono gli esercenti attività d'impresa che nel corso dell'anno solare abbiano avuto un ammontare complessivo dei ricavi di almeno 750 milioni di euro, e i ricavi colpiti sono quelli ottenuti mediante la prestazione di servizi resi tramite un'interfaccia digitale. Un ulteriore requisito qui richiesto per la tassabilità è la c.d "Italianità" della transazione digitale: l'utente che usufruisce del servizio dovrà infatti trovarsi sul territorio italiano.
Contemporaneamente all’ultima proposta legislativa legata alla web tax vi è stato il periodo della pandemia di COVID-19. Nel mese di marzo 2020, infatti, a causa delle limitazioni imposte alla libertà di circolazione, al fine di evitare assembramenti che potessero aumentare il contagio da Covid-19, milioni di persone hanno trasferito su internet tutte quelle attività che precedentemente avvenivano fisicamente, tanto che, nel mese di aprile 2020, più della metà della popolazione mondiale risultava attiva online.
Dal 2020, gli acquisti per prodotti o servizi sul web da qualsiasi dispositivo sono aumentati considerevolmente, tanto che, se la grande manifattura con luoghi di vendita fisici ha subìto un drastico calo, i colossi del web, a seguito della pandemia, hanno ottenuto una crescita del fatturato di quasi venti punti percentuali, rispetto allo stesso periodo del 2019.
L’epidemia, dunque, ha contribuito significativamente alla crescita dell’e-commerce e di tutte quelle attività online che ancora oggi si trovano a vedere aumentare i propri guadagni grazie ad un’offerta sempre maggiore di prodotti e servizi che, allo stato attuale, non subiscono quei gravami legati all'entrata in vigore di una web tax.

#### Criticità della web tax italiana

##### Applicazione soggettiva
L'obiettivo dell'imposta sui servizi digitali (ISD) è quello di sottoporre ad imposizione i redditi prodotti dai GAFA (Google, Apple, Facebook, e Amazon) al fine di applicare l'imposta solo a quel gruppo di imprese che abbiano un elevato giro d'affari.
Sorgono, al riguardo, due criticità:
1. la dottrina critica il legislatore italiano per non aver definito in modo preciso il concetto di gruppo
2. le soglie dimensionali richieste per l'applicazione dell'imposta sono ritenute essere troppo elevate, comportando il rischio di renderne l'attuazione selettiva e limitata ad una cerchia ristretta di contribuenti.

La Corte Costituzionale si è pronunciata in merito alla legittimità costituzionale della selettività del tributo con la sentenza n. 288 del 2019. La Corte si è dimostrata flessibile nell'individuazione degli indici di capacità contributiva, l'osservanza dei quali viene imposta al legislatore nel caso in cui voglia introdurre tributi specializzati indirizzati solamente a determinate categorie di contribuenti. Si parla, in questo caso, di discriminazione qualitativa, la quale consiste nell'attenuazione della progressività delle imposte attraverso la riduzione della base imponibile rispetto al reddito percepito e l'aumento delle aliquote al crescere della base imponibile.
La Corte ritiene altresì necessario che il legislatore, nel determinare la misura dell'imposizione, rispetti il principio di congruità e compia una scelta che sia proporzionale agli indici stessi.
Un ulteriore rischio che la web tax presenta è quello di assoggettare a doppia imposizione i soggetti residenti in Italia, già sottoposti alle imposte IRES e IRAP,  e che si vedrebbero sottoposti anche al pagamento della web tax. Nonostante la ratio della legge sembrerebbe essere quella di voler assoggettare a tassazione solo i redditi prodotti dai soggetti non residenti, la ISD si applica in concreto anche ai soggetti residenti in Italia. In questo modo, vengono ad essere tassate non solo le grandi imprese estere del web, ma anche i gruppi di cui fanno parte grandi imprese italiane attive nel settore dell'editoria e delle telecomunicazioni che vendono pubblicità (tra le quali RCS, Mediaset, Gedi) in quanto superano la soglia di fatturato di 750 milioni. In questo modo si realizzerebbe l'assoggettamento a tassazione anche della pubblicità divulgata per mezzo delle concessionarie di queste società. Al riguardo si è pronunciato anche il Presidente di Fieg, esprimendo "sconcerto e stupore" per la nuova ISD. Secondo il suo punto di vista, infatti, si tratterebbe di un'imposta volta a colpire i ricavi anche delle aziende italiane già soggette al prelievo ordinario con una nuova tassa che andrebbe a "deprimere ulteriormente i bilanci delle imprese". La tassa, infatti, non ponendo alcuna distinzione tra soggetti passivi residenti e non residenti, andrebbe a coinvolgere anche le imprese italiane; tuttavia, essendo queste conseguenze contrarie alla ratio della legge, si ritiene che l'Agenzia delle Entrate dovrebbe intervenire a riguardo.
Essendo la ISD un costo per l'impresa, il Considerando 27 della Proposta di Direttiva del Consiglio del marzo 2018 ne ha consentito la deduzione dell'imposta dalla base imponibile; anche l'Agenzia delle Entrate è intervenuta sulla questione con la Circolare 3/2021 ritenendo che la ISD, essendo un'imposta indiretta, potrebbe essere portata in diminuzione dal reddito complessivo del soggetto passivo ai fini IRES nell'esercizio in cui avviene il pagamento; inoltre, la stessa potrebbe essere dedotta dalla base imponibile IRAP nel caso in cui rientri in una voce volta alla determinazione del valore della produzione del soggetto passivo.

##### Profilo della territorialità
Il criterio di territorialità previsto dalla ISD ai fini della individuazione delle imprese da assoggettare alla Web Tax è peculiare e potrebbe presentare profili di criticità in relazione a due aspetti: da un certo punto di vista pesa il nodo privacy, dall’altro si rilevano punti di contatto con il concetto nazionale di “significativa e continuativa presenza economica
La questione della tutela della privacy e della protezione dei dati personali è un aspetto centrale nella disamina delle criticità che la Web Tax italiana presenta. Per capire di cosa si parla, è necessario fare qualche precisazione: la L. n. 145/2018, all’art. 1, comma 40 stabilisce che «un ricavo si considera tassabile in un determinato periodo d’imposta se l’utente di un servizio tassabile è localizzato nel territorio dello Stato in detto periodo»; il comma 40bis del medesimo articolo stabilisce invece che «il dispositivo si considera localizzato nel territorio dello Stato con riferimento principalmente all'indirizzo di protocollo Internet (IP) del dispositivo stesso o ad altro sistema di geolocalizzazione, nel rispetto delle regole relative al trattamento dei dati personali». Ciò significa che, al fine di individuare i ricavi da assoggettare ad imposta, è necessario attingere ai dati di geolocalizzazione e di indirizzo IP degli utenti: l’impresa, per adempiere all’obbligo impositivo, sarebbe infatti obbligata a geolocalizzare i relativi utenti. Sul punto, il Considerando 30 del GDPR è chiaro nello stabilire che l’indirizzo IP è un dato personale.
Dunque, un primo ordine di problemi deriverebbe dal fatto che, in conformità alle disposizioni stabilite dal GDPR, qualsiasi trattamento di dati personali può essere considerato lecito solo se trova fondamento in una base giuridica e quindi sarebbe possibile, ad esempio, solo se venisse richiesto il consenso all'utente o se il trattamento derivasse da un obbligo normativo. In alternativa, in mancanza di una base giuridica, i dati potrebbero essere trattati effettivamente in modo anonimo. Anche in questo caso, però, il problema risiederebbe nel fatto che, nell’ambito della Web Tax, i dati relativi agli indirizzi IP degli utenti non possono essere anonimizzati, poiché questo avrebbe un impatto diretto sulla corretta determinazione dell'imposta e metterebbe a rischio la precisione e la corretta determinazione dell’imposta stessa. In ultimo, è importante considerare che, ipoteticamente, alcune delle aziende coinvolte nella Web Tax potrebbero non aver raccolto (o conservato) i dati di localizzazione degli utenti, ad esempio perché non era prevedibile che superassero le soglie minime di fatturato richieste per la Web Tax (a livello globale o nazionale), o perché non erano ancora state pubblicate le disposizioni essenziali dell'Agenzia delle Entrate che chiariscono le modalità di applicazione dell'imposta.
Un'altra questione importante dal punto di vista critico attiene al fenomeno della c.d. "doppia imposizione"; si tratta di quella situazione che si verifica quando lo stesso reddito viene tassato più volte da autorità fiscali diverse. Il problema è molto rilevante poiché in Italia coesistono due norme, una contenuta nel TUIR e una contenuta nella L. 145/2018, che prevedono due criteri molto differenti: l'art. 162, secondo comma, lett. f)-bis TUIR considera come tassabili tutti quei ricavi ottenuti da un'impresa con "presenza digitale significativa" nel territorio dello Stato (il punto di osservazione è quindi quello della localizzazione dell'impresa); la L. 145 prevede agli artt. 40 e 40-bis ritiene assoggettabili a ISD tutti quei ricavi ottenuti dall'impresa sulla base della localizzazione dei relativi utenti nel territorio dello Stato (il punto di osservazione è quindi quello della localizzazione dell'utente).
Il criterio della "territorialità" previsto nella L. 145/2018 si giustifica sulla base del fatto che è facile per le imprese digitali sottrarsi ad una precisa localizzazione da parte dell'Amministrazione finanziaria; si tratterebbe quindi di una disciplina volta a sanzionare i comportamenti tesi a mascherare la presenza di una stabile organizzazione nel territorio italiano. Inoltre, si tratta di una disciplina che rispetta le linee guida OCSE e la Proposta di Direttiva PES.
Il rischio della "doppia imposizione"  potrebbe concretamente verificarsi nei confronti di quelle società tecnologiche che operano in più Paesi e che sono già assoggettate a imposte sul reddito o sui profitti in ognuno di essi, con il conseguente rischio che lo stesso reddito possa essere tassato più volte da differenti autorità fiscali. Per far fronte a questo rischio, ci si è chiesti se fosse possibile superare il contrasto per mezzo delle Convenzioni internazionali contro le doppie imposizioni; sul punto è intervenuta l'Agenzia delle Entrate, sostenendo che, partendo dal presupposto che le citate Convenzioni stipulate dall'Italia con gli altri Stati contraenti riguardano redditi e patrimoni, e constatato che emerge la natura indiretta dell'imposta sui servizi digitali, in concreto una eventuale Convenzione internazionale non potrebbe essere applicata alla ISD. Ad oggi, quindi, la questione non è ancora stata risolta.

##### Aliquota e base imponibile
Essendo la webtax un'imposta sul fatturato, vi è una elevata probabilità che la tassa possa essere trasferita in capo all'acquirente, specialmente nei casi di imprese con poca elasticità di domanda (come nel caso di Google, Facebook, Amazon). Questa tassa potrebbe portare ad un aumento dei costi dei servizi digitali, poiché le grandi imprese potrebbero decidere di trasferire la tassa sulle attività digitali direttamente sui propri utenti finali, con un rincaro generale dei servizi digitali soggetti a ISD, scaricando così il carico impositivo sull'utente finale.
Si tratta di un aspetto problematico non solo dal punto di vista dell'utente, ma anche dal punto di vista delle imprese che, possedendo un marchio poco conosciuto, potrebbero voler decidere di avvalersi di intermediari per le loro vendite. Anche nei confronti di questa seconda questione, le grandi imprese del web potrebbero trasferire l'aumento del costo direttamente in campo alle imprese più piccole. La questione è problematica soprattutto in quanto alcuni settori, tra i quali quelli dell'editoria, ottengono la maggior parte dei relativi utili proprio attraverso la pubblicità online.
Con riguardo al profilo della determinazione della base imponibile la perplessità sorge in riferimento alla metodologia utilizzata per la sua formazione. Viene utilizzata una procedura similare al formulary apportionment che prevede che il risultato sia dato dal prodotto della totalità dei ricavi derivanti dai servizi digitali ovunque realizzati per la percentuale rappresentativa della parte di tali servizi collegata al territorio dello stato. La problematica sta nel fatto che il collegamento dei ricavi prodotti ovunque nel mondo con il territorio italiano avviene secondo dei parametri fattuali, che non costituiscono un criterio affidabile di ripartizione dei valori creati a livello globale. Questo collegamento avviene mediante un metodo cd. volumetrico che tiene conto del numero di messaggi pubblicitari, del numero di operazioni di consegna di beni e prestazione di servizi e del numero di account aperti in Italia ma non considera l'effettivo valore economico che un tale volume di operazioni genera in ciascun paese, ivi compreso lo Stato italiano.
Una tale metodologia rischia di subire censure costituzionali in merito al profilo della ragionevolezza della disciplina.

## Il concetto di "turnover tax"
Lo studio della web tax ha portato oggi a considerare tale tassa come una "turnover tax", ovvero una soluzione “second best” di breve periodo, volendo intendere, con tale locuzione, una situazione in cui l’applicazione di una tassa di questo calibro a livello nazionale sarebbe da considerarsi sostituibile con una tassa a livello globale e, dunque, di più ampio respiro, facendo riferimento a due approcci.
Il primo approccio, di tipo prevalentemente tradizionale, riferisce ad una tassa ad imposizione indiretta, avendo quali tratti distintivi il doversi applicare sui ricavi lordi derivanti da quelle transazioni digitali effettuate con soggetti localizzati in Italia, in considerazione dell’ammontare dei ricavi realizzati con soglie poste come risultato di scelte politiche, ovvero la presenza di un’aliquota unica ma superiore a quella attualmente proposta.
Il secondo approccio riferisce, invece, ad un approccio alla materia più innovativo, già tratteggiato dall’OCSE il cui intervento è stato in parte ripreso nella prima stesura della norma sulla web tax introdotta nella legge 145/2018, che si fonda sull’introduzione di un’imposta sostitutiva sul reddito generato da attività digitali che rientrerebbe nell’ambito dell’imposizione diretta.
Il concetto di “turnover tax”, e dunque la necessità di una web tax globale, di fatto, si lega all'esigenza di un'equa tassazione che rispetti gli interessi di tutti i soggetti interessati.

## Il dibattito sullaweb taxnei paesi extra-UE e nelle organizzazioni internazionali
Nonostante il dibattito sulla web tax si sia sviluppato soprattutto in Europa, anche altri stati oltreoceano hanno voluto parteciparvi, illustrando il loro punto di vista.
Inoltre, la questione della Web Tax italiana va esaminata in relazione alla disciplina comunitaria quanto a quella internazionale.

### Stati Uniti
Il governo degli Stati Uniti d'America si è sempre opposto alla creazione di una web tax, criticando i progetti dell’Unione Europea. Lo stesso Dipartimento del tesoro - così come l'Information Technology Industry Council - ha affermato come gli Stati Uniti non trovino appropriato un regime di tassazione “speciale” per tutto ciò che riguarda l’economia digitale, rimanendo fermi sull’idea di seguire i normali principi in materia, in quanto le aziende che operano nel campo digitale non si discosterebbero eccessivamente da quelle tradizionali.
Altre motivazioni riguardano la rigidità della web tax europea sulle aziende statunitensi: i senatori Orrin Hatch e Ron Wyden ritengono che la disciplina sia stata appositamente designata per discriminare i business statunitensi, in generale per minare il sistema tributario internazionale e creare una nuova barriera commerciale tra Stati Uniti ed Europa.
In effetti, il primo progetto sulla web tax aveva incluso molte aziende digitali statunitensi (tra cui Facebook, Google, Instagram) e solamente un’unica azienda digitale europea, la svedese Spotify; negli anni precedenti al progetto, in un’ottica di guerra all’evasione fiscale, la Commissione europea aveva già sanzionato le maggiori Big Tech statunitensi con il pagamento di miliardi di euro (13 miliardi per le tasse arretrate di Apple-Irlanda).
L’Unione Europea, però, ha sempre negato le accuse: l’obiettivo del progetto web tax è concentrarsi e porre dei limiti sulle aziende digitali maggiormente dominanti sul mercato, le quali, inevitabilmente, sono statunitensi.
D’altro canto non si può ignorare, neanche per gli Stati Uniti, la transizione da un’economia basata su beni ad una basata prevalentemente su servizi, forniti anche online, nonché l’evoluzione dello stesso e-commerce e della digitalizzazione delle aziende, dovuti soprattutto alla pandemia da Covid-19. Ad esempio, nel 2020 tre delle più grandi aziende tech (Google, Apple, Microsoft) sono state tra le più redditizie negli Stati Uniti, ed è proprio per questi motivi che si può considerare la nascita di un “sub-movimento” pro-web tax a livello statale.

#### CasoSouth Dakota vs Wayfair, Inc
In un’ottica di avvicinamento - quasi indiretto - alla web tax si può citare l'overruling compiuto nel 2018 dalla Corte Suprema degli Stati Uniti, nel caso South Dakota vs Wayfair, Inc: in passato, una regola fondamentale nel sistema tributario statunitense era che una giurisdizione statale non potesse imporre una tassa sulle vendite (sales tax) senza che l’azienda avesse una “presenza fisica” (physical presence) nello Stato stesso. Nel caso di specie, è stata considerata legittima una legge emanata nel 2016 dal Dakota del Sud che imponeva una tassa a tutti gli e-commerce (tra cui Wayfair, Inc) che, pur non essendo stanziati fisicamente nello Stato, in relazione a quest'ultimo avevano le seguenti caratteristiche: «annual in-state sales of over $100,000, or at least 200 individual transactions».
Si è reputata, quindi, non più necessaria la “presenza fisica” dell’azienda tassata nello Stato, optando per un “nesso” diverso, una presenza anche solo virtuale (virtual presence rule), che sottintendeva comunque una forte relazione commerciale. Tale soluzione, avvalorata proprio dalla Corte Suprema, indica la necessità di adattarsi alla realtà economica delle aziende tech moderne. È vero che detto caso non ha implicazioni a livello internazionale e comunque riguarda una specifica tassa sulle vendite, ma ben si colloca come punto di partenza per il riconoscimento di come certe regole di tassazione siano ormai inefficaci e anacronistiche.

#### Maryland
Molti Stati federati degli Stati Uniti (New York, Connecticut, Indiana, Montana e Massachusetts) hanno adottato - o stanno pensando di adottare - misure e normative in ambito web tax ispirate ai progetti europei: in particolare il Maryland, nel 2022, ha adottato una Digital Advertising Tax. La tassa è pari al 2,5% sui ricavi delle aziende con entrate globali di minimo 100 milioni di dollari l’anno e arriva fino al 10% all’aumento di dette entrate fino a più di 15 miliardi.
Dai confini più ristretti rispetto a quella europea, la tassa si applica soltanto a business che offrono servizi di digital advertising, cioè di pubblicità digitale, in particolare: «advertisement services on a digital interface, including advertisements in the form of banner advertising, search engine advertising, interstitial advertising, and other comparable advertising services.»
Il Maryland ha, quindi, riconosciuto un paradigma di modernizzazione dell’odierna economia, in un contesto dove i business online offrono servizi a clienti dai quali ricavano informazioni e dati, utilizzandoli anche per pubblicità digitali mirate e personalizzate. Allo stesso tempo, il fattore scatenante della legge è anche stato la paura che le aziende high-tech o di social media non pagassero equamente le loro tasse con la scusante della mancata presenza fisica sul territorio.
Le critiche sono state molteplici e, nel novembre 2022, la legge è stata sottoposta a giudizio, in quanto il rischio è quello di violare l'Internet Tax Freedom Act (ITFA): si tratta di una moratoria emanata dal Congresso degli Stati Uniti nel 1998, destinata ad avere efficacia per soli tre anni. L’atto venne continuamente rinnovato dal Congresso stesso fino al 2016 con i dovuti emendamenti, ove perse la sua natura temporanea per diventare una legge permanente. Il contenuto della legge proibisce qualsiasi discriminazione sulla tassazione nei confronti del commercio online ed è qui che sorge la violazione: la tassa del Maryland infatti non si occuperebbe del settore della pubblicità offline tradizionale, derivante da altri medium come radio o televisione. I sostenitori della tassa hanno invece controbattuto come in realtà la differenziazione tra pubblicità offline e online sia così netta da non risultare un’effettiva discriminazione.

#### Altri collegamenti con laweb tax
Alcune tasse sono state recentemente incluse all’interno dell'Internal Revenue Code (IRC), una raccolta di stampo federale di leggi tributarie: la Base Erosion and Anti-Avoidance Tax (BEAT) e la Global Intangible Low Tax Income (GILTI). Si tratta di tasse che non incidono direttamente sull’economia digitale eppure diversi autori le ritengono applicabili ad aziende il cui ricavato deriva da intangible assets, cioè da qualsiasi bene monetizzatile che però sia intangibile, immateriale: il legame spontaneo con la web tax è palpabile.

### Cina
Si stima che tra Cina e Stati Uniti d'America abbiano sede più del 75% di colossi hi-tech, responsabili di oltre il 50% del fatturato globale del settore. La Cina si è sempre mostrata inerte nei confronti dell'introduzione di una tassa digitale. Si è creata quindi negli anni una situazione di erosione e di disparità molto importante: lo stato infatti non percepisce il giusto gettito derivante dalle imposte e, così facendo, le piccole aziende legate al territorio sono soggette ad una pressione fiscale maggiore rispetto ai colleghi operanti nel settore digitale.
Le aziende che erogano servizi e vendono prodotti digitali all'ingrosso sono soggette ad una Ritenuta d'acconto del 10% sul fatturato, questa però non colpisce in alcun modo tutti coloro che si occupano di commercio al dettaglio come il leader nel settore "AliExpress" (fatturato di 140 mld di $ nel 2022).non vi è nemmeno una vera e propria regolamentazione del mercato digitale, che ha portato allo sviluppo e diffusione su larga scala di concorrenza sleale e pirateria.

#### Questioni preliminari
Prima di pensare all'istituzione di una web tax è utile soffermarsi su una questioni pregiudiziali. In primis la mancata regolamentazione del mercato digitale e il suo mancato controllo da parte delle autorità cinesi. La necessità di un regime fiscale ad hoc per le aziende del settore, si scontra con il dilagare di problemi legati alla concorrenza sleale, la vendita di beni proibiti (il cosiddetto "Mercato nero") e l’utilizzo e la vendita impropria dei dati personali degli utenti.
Un altro ostacolo è costituito dalla disparità di sviluppo dell’economia digitale che intercorre tra la sezione est della nazione e le sezioni centro-occidentali, sensibilmente meno sviluppate: riservare a tutte le regioni lo stesso trattamento non farebbe che decelerare il progresso in quelle zone che solo ora iniziano ad integrarsi nel mercato digitale.
Per giungere ad un risultato equo è necessario inoltre procedere con un tracciamento delle transazioni e delle attività che si intende tassare, le transazioni digitali infatti lasciano sempre una traccia; il procedimento è tuttavia molto difficile da realizzare in quanto lungo e dispendioso.
Riforme fiscali - dal passato ad oggi
A partire dagli anni Novanta, la Cina, spinta dalle direttive dell'Organizzazione per la cooperazione e lo sviluppo economico (OCSE)  ha posto in essere una serie di misure indirizzate all’incremento della tassazione delle aziende digitali.
Nel 1995 ha preso il via il Golden Tax Project, che ha portato verso un progressivo sviluppo di un sistema digitale di esazione e amministrazione, in particolare del gettito IVA.
Nel 2013 si è giunti alla fatturazione elettronica, la quale ha permesso di tener traccia delle transazioni in maniera più rapida ed efficace.
Nel 2018 è stata redatta l'Electronic Commerce Law , con l’intento di proteggere gli interessi dei soggetti coinvolti nell’economia digitale, regolarne le transazioni e porre delle basi solide per lo sviluppo sostenibile delle piattaforme e-commerce, Secondo questa legge, coloro i quali operino online nel mercato cinese senza avere una sede fisica nel paese, sono tenuti all’iscrizione in un apposito registro e a dichiarare il loro fatturato in modo trasparente, per poi essere soggetti alla ritenuta d’acconto del 10%.

#### Prospettive future
Come osservato dall'OCSE e dalle Nazioni Unite, questa misura (la tassazione mediante ritenuta d'acconto) è tutt’altro che soddisfacente. L’efficacia di una tassa applicata mediante ritenuta d’acconto non può essere pari a quella di un’imposta tradizionale, soprattutto in virtù della facilità di elusione della stessa e dell’ottenimento di svariate esenzionI. Si rende quindi necessaria una tassazione che segua il principio di “neutralità”, ossia rivolta sia a chi si occupa di vendita di beni e servizi all’ingrosso sia a coloro che svolgono la medesima attività al dettaglio.
Di conseguenza, sarebbero necessari sussidi e misure a favore delle piccole attività, sempre al fine di garantire il principio di neutralità, onde evitare che esse siano sottoposte alla stessa pressione fiscale delle grandi aziende.
Tutto ciò sarebbe possibile in tempi relativamente brevi qualora la Repubblica Cinese iniziasse ad utilizzare, a proprio vantaggio, tutti gli strumenti tecnologici ivi sviluppati nel corso degli ultimi anni; in questo modo azioni come il tracciamento delle transazioni e la riscossione e gestione dei tributi verrebbero gestite in maniera agevole e garantirebbero una più facile supervisione durante tutto il procedimento.

### Problemi di compatibilità con il diritto comunitario.
Dal punto di vista eurounitario, la Web Tax potrebbe essere ritenuta “discriminatoria” nei confronti delle imprese degli altri Stati membri, in virtù del fatto che la tassazione è prevista solo per le imprese digitali che hanno una presenza fisica stabile in Italia. Tale requisito, previsto ai fini dell’applicazione della ISD, finisce per tassare soltanto le imprese tradizionali e comporta, invece, l’esclusione dal pagamento dell’imposta italiana da parte delle grandi imprese con sede all’estero. Da qui il problema di disuguaglianza fiscale tra le imprese tradizionali e quelle digitali.
Inoltre, la Web Tax italiana potrebbe violare il principio di libertà di prestazione dei servizi all’interno dell’Unione Europea, in quanto la sua presenza potrebbe costituire un ostacolo alla prestazione di servizi digitali da parte di imprese di altri Stati in Italia.
Per far fronte a queste problematiche, la Commissione europea aveva proposto una Direttiva sulla tassazione dei servizi digitali nel 2018. In tale occasione si prevedeva la tassazione delle imprese digitali che generano ricavi superiori ai 750 milioni di euro a livello mondiale e 50 milioni di euro nell’Unione Europea. Tuttavia, la proposta non era stata adottata a causa dell’opposizione di alcuni Stati membri.
Successivamente, nel 2019 è stata adottata una raccomandazione sulle tasse digitali: venivano invitati gli Stati membri ad introdurre una tassa sui servizi digitali a livello nazionale o, perlomeno, a coordinarsi in modo da adottare una soluzione a livello europeo entro il 2020. Tuttavia, le soluzioni euro-unitarie tardano ad arrivare.

### Problemi di compatibilità con il diritto internazionale.
Profili problematici circa l’efficacia e la compatibilità della Web Tax italiana si rilevano anche in relazione alle fonti internazionali; a questo riguardo, numerosi sono i dibattiti che si sono aperti e numerose sono state le critiche che sono state sollevate. In particolare, risultano delicati i rapporti con l’Organizzazione per la Cooperazione e lo sviluppo economico (OCSE) e con il diritto dell’unione, in generale. è attualmente all’opera per elaborare un piano globale per la tassazione delle imprese digitali, attraverso una riforma del sistema fiscale internazionale. Tale piano è stato discusso durante il corso del G20. Il fine dell'Unione Europea, invece, è quello di applicare una tassa digitale comune a tutti gli Stati membri, in modo da uniformare la disciplina comune. Il punto nevralgico della questione riguarda i trattati fiscali internazionali, cioè quegli accordi bilaterali o multilaterali riguardanti la disciplina sulla tassazione dei redditi dei contribuenti; tali accordi andrebbero infatti a scontrarsi con la Web Tax italiana, in quanto, come già rilevato, si potrebbero verificare casi di doppia imposizione per le società digitali soggette tassate sia in Italia sia negli altri Paesi in cui operano, con la conseguenza che tale doppia imposizione potrebbe scoraggiare gli investimenti esteri in Italia. Per tutti questi motivi, si ritiene necessaria e indispensabile una adeguata cooperazione internazionale tra i singoli Paesi.
Per quel che riguarda la compatibilità con gli accordi internazionali intervenuti in sede WTO (World Trade Organization), sono sorte alcune perplessità soprattutto in merito al GATT (General Agreement on Tariffs and Trade) e il GATS (General Agreement on Trades in Services).
Il primo di questi, in particolare, stabilisce regole per il commercio di beni tra i paesi membri dell’OMC (Organizzazione mondiale del commercio), mentre il secondo riguarda il commercio di servizi.
L’obiettivo di entrambi gli accordi è quello di promuovere il libero scambio internazionale e prevenire eventuali discriminazioni tra i paesi membri.
In particolare, la Web Tax italiana andrebbe a scontrarsi con i principi fondamentali contenuti all’interno di questi accordi, in particolare:
1. Con l’art. III GATT, il quale enuncia il principio della non-discriminazione, disponendo che le tasse sulle importazioni non debbano essere superiori alle tasse applicate alle merci prodotte localmente;
2. Con l’art. II GATS, il quale prevede che il trattamento nazionale per i fornitori di servizi stranieri debba essere non meno favorevole rispetto al trattamento riservato ai fornitori nazionali.

Come già più volte rimarcato, la Web Tax italiana si applica solo alle grandi società tecnologiche con un fatturato globale di almeno 750 milioni di euro e un fatturato in Italia di almeno 5,5 milioni di euro; si è rilevato che questo elemento numerico potrebbe essere considerato discriminatorio nei confronti delle società straniere, in quanto queste potrebbero essere assoggettate ad una tassa più elevata rispetto alle società italiane operanti nella stessa industria.
Infine, la Web Tax italiana potrebbe essere considerata una tassa sulle importazioni di servizi, in quanto applicabile alle società straniere che offrono servizi in Italia. Questo aspetto potrebbe comportare una violazione del principio della non discriminazione di cui all’art. III GATT.
Il punto rimane controverso: la posizione dell’Italia in merito alla questione è quella di affermare che la tassa non costituisce una violazione degli accordi internazionali, ma rimangono non definite le relative implicazioni ed applicazioni.